# Лачплесис
Лачплесис (латис. Lāčplēsis — той, що розриває ведмедя) — герой романтичного і героїчного епосу, створеного Андрейсом Пумпурсом. В основі опису особистості Лачплесиса і його діянь лежать народні оповіді і перекази, проте багато рис героя і частина його подвигів створені саме поетом.

## Міф
Лачплесис уособлює латиський народ, його почуття обов'язку, відвагу, романтизм, героїзм, любов і вірність.
Походження імені героя губиться в глибині століть. Іноді його називають Лачаусис, тобто «ведмежовухий», а не «той, що роздирає ведмедя». За легендою, в Лачплесиса були ведмежі вуха, в яких полягали його міць і сила.
І в латиських, і в литовських переказах герой, народжений від ведмедя і жінки, зустрічається неодноразово. Однак саме Пумпурс розробив єдину біографію та органічно звів докупи різні легенди різних часів. Пумпурсу вдалося створити воістину народний образ, який став частиною народної культури і життя Латвії.

## Свято
11 листопада в Латвії відзначається державне свято — День Лачплесиса або день захисника Вітчизни. В цей день у 1919 році було відбито наступ військ полковника Бермондта-Авалова, які намагалися взяти Ригу. Лачплесису встановлені пам'ятники, його ім'ям названі вулиці та парки. На головному пам'ятнику країни, статуї Свободи, фігура Лачплесиса, що бореться з ведмедем, займає одне з почесних місць.

## У філателії

Поштові марки
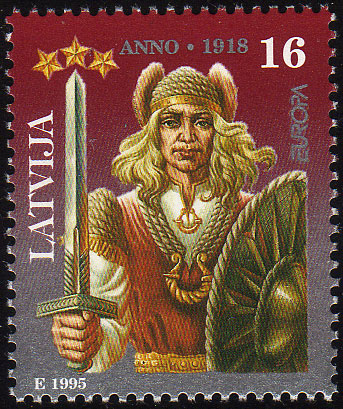
Лачплесіс на поштовій марці Латвії, 1995
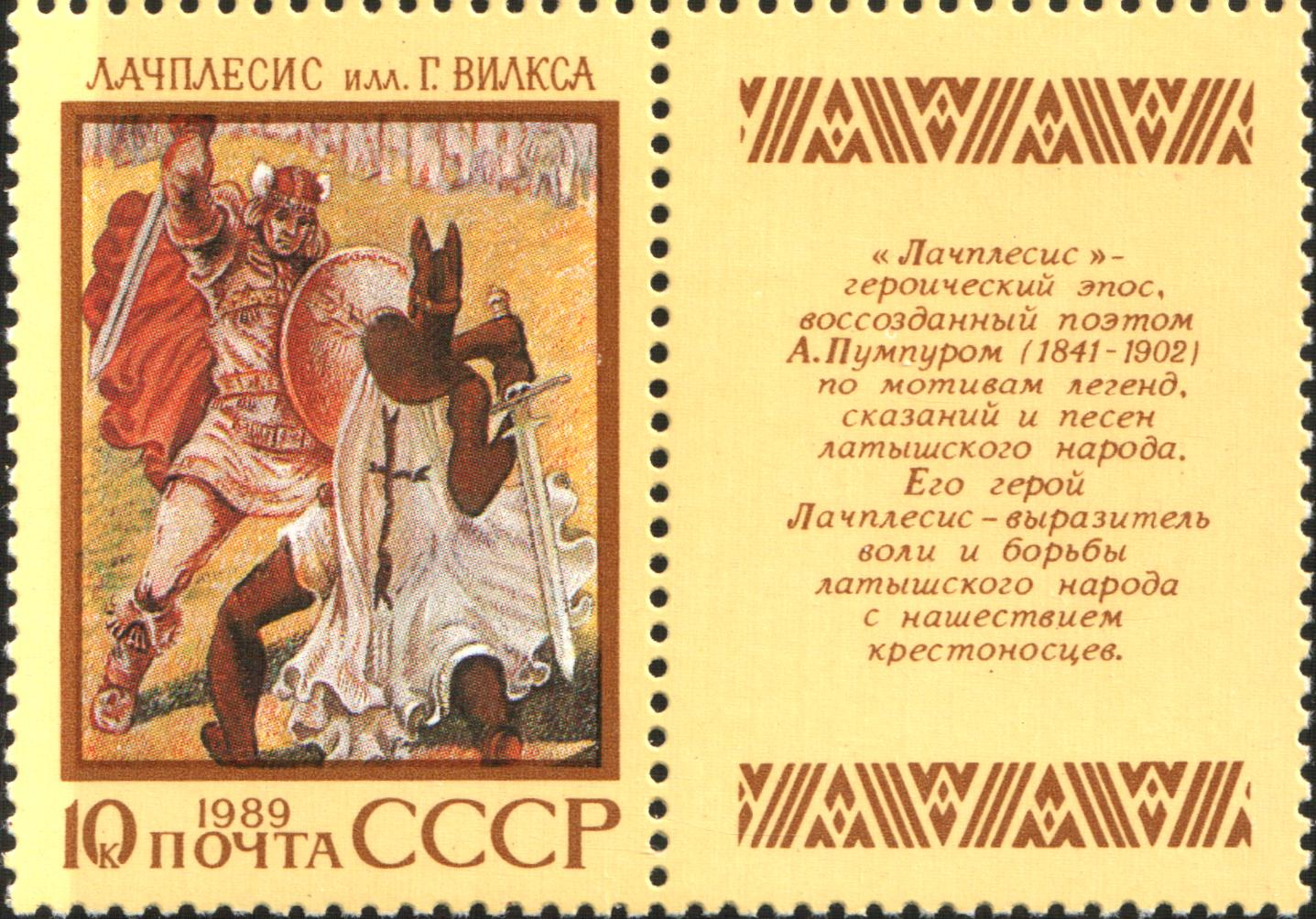
Лачплесіс на поштовій марці СРСР, 1989